# Santa Maria sopra Minerva
Santa Maria sopra Minerva är en kyrka i centrala Rom, helgad åt Jungfru Maria. Kyrkan är belägen i närheten av Pantheon i Rione Pigna.
Kyrkan är den enda i Rom med gotisk interiör. Den uppfördes av dominikanorden 1280–1320 efter mönster av ordens stora kyrkor i Florens och Bologna med välvt korparti och öppen takstol i långhuset. Mittskeppet välvdes omkring 1450 och de gotiska dragen i arkitekturen undertrycktes undan för undan. Vid en omfattande restaurering 1848–1855 återinfördes gotiken och alla valv målades.
I kyrkan finns bland annat fresker av Filippino Lippi och skulpturen Den uppståndne Kristus av Michelangelo. 
På torget (piazzan) framför kyrkan står en elefant på ett postament. Elefanten bär på en egyptisk obelisk, som härstammar från 500-talet f.Kr. och som i slutet av 200-talet e.Kr. fördes från Egypten till en Isis-helgedom i Rom. Elefanten skulpterades 1667 av Ercole Ferrata efter en ritning av Giovanni Lorenzo Bernini.

## Gravsatta i kyrkan
Framför högaltaret vilar helgonet Katarina av Siena. Även den saligförklarade målaren Fra Angelico har fått sitt sista vilorum i kyrkan, likaså Thomas Cajetanus.

## Bilder

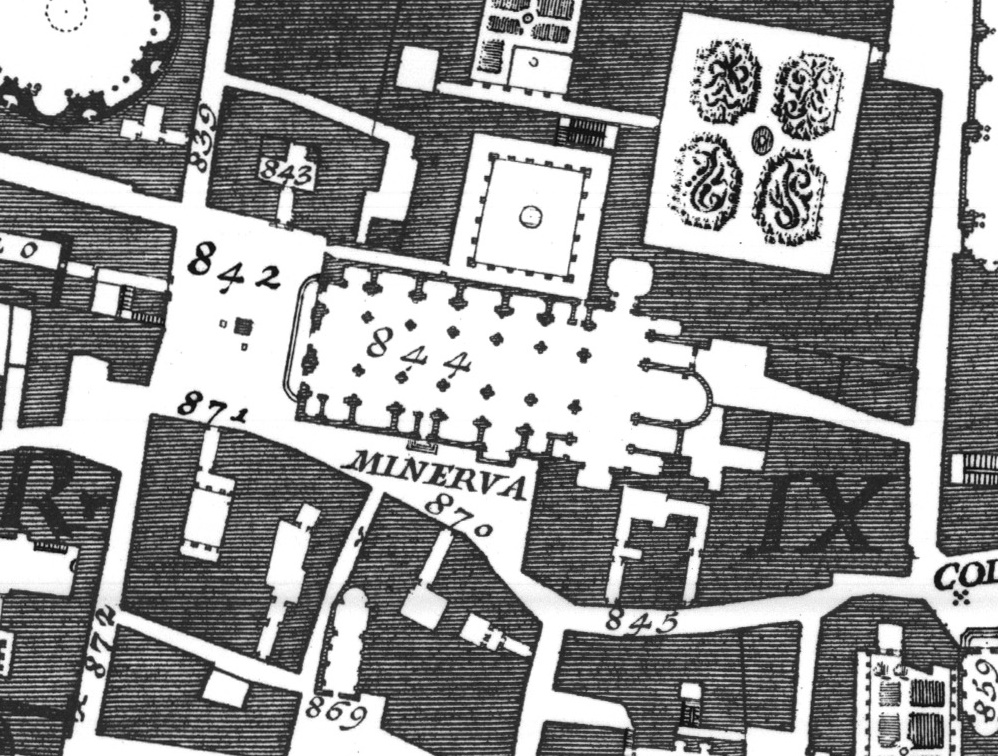
Santa Maria sopra Minerva (nummer 844) på Giovanni Battista Nollis Rom-karta från 1748.
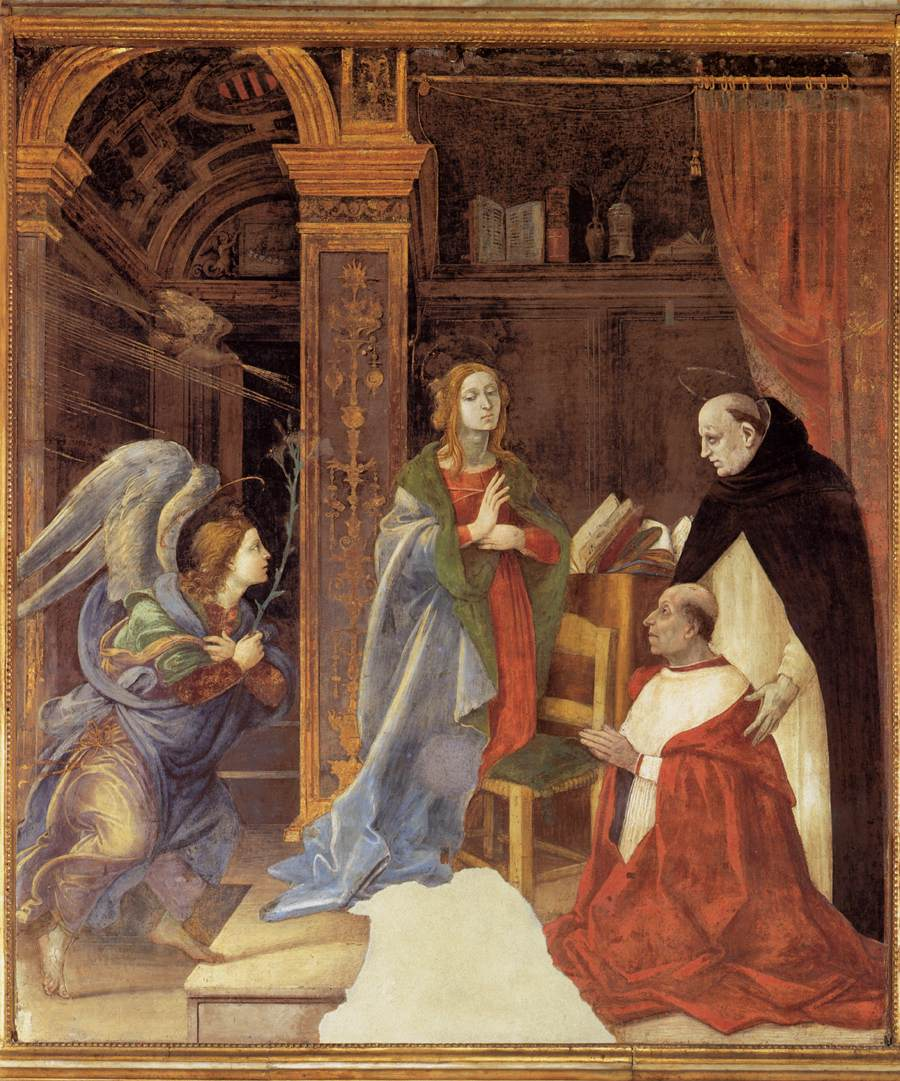
Bebådelsen av Filippino Lippi.
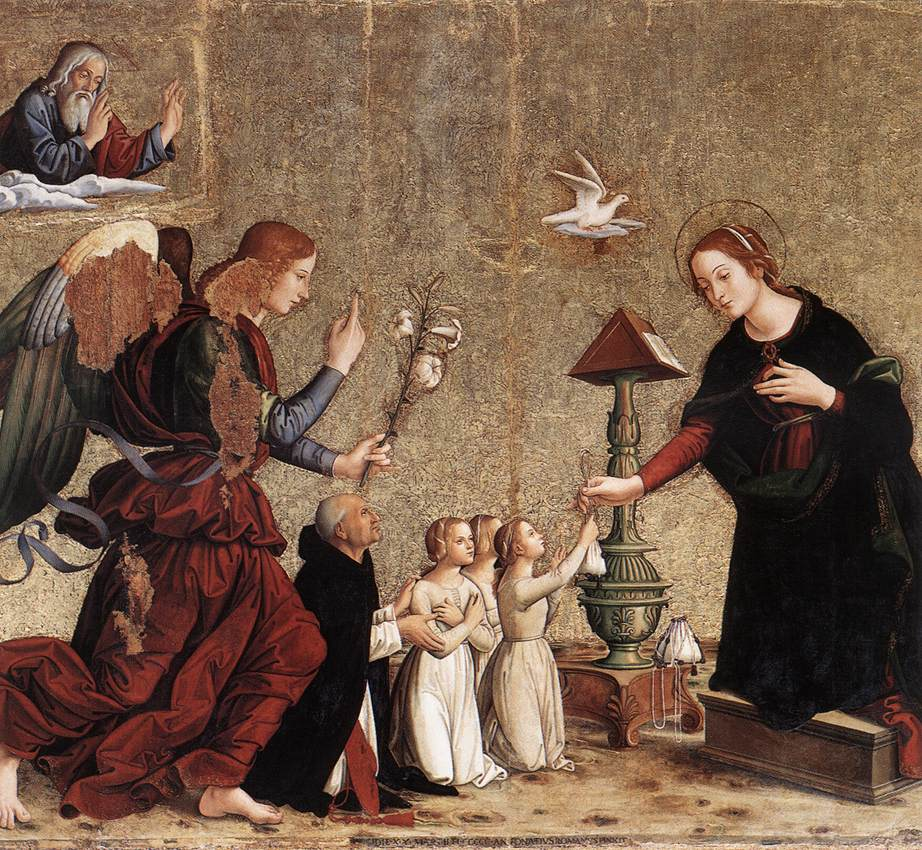
Bebådelsen av Antoniazzo Romano.
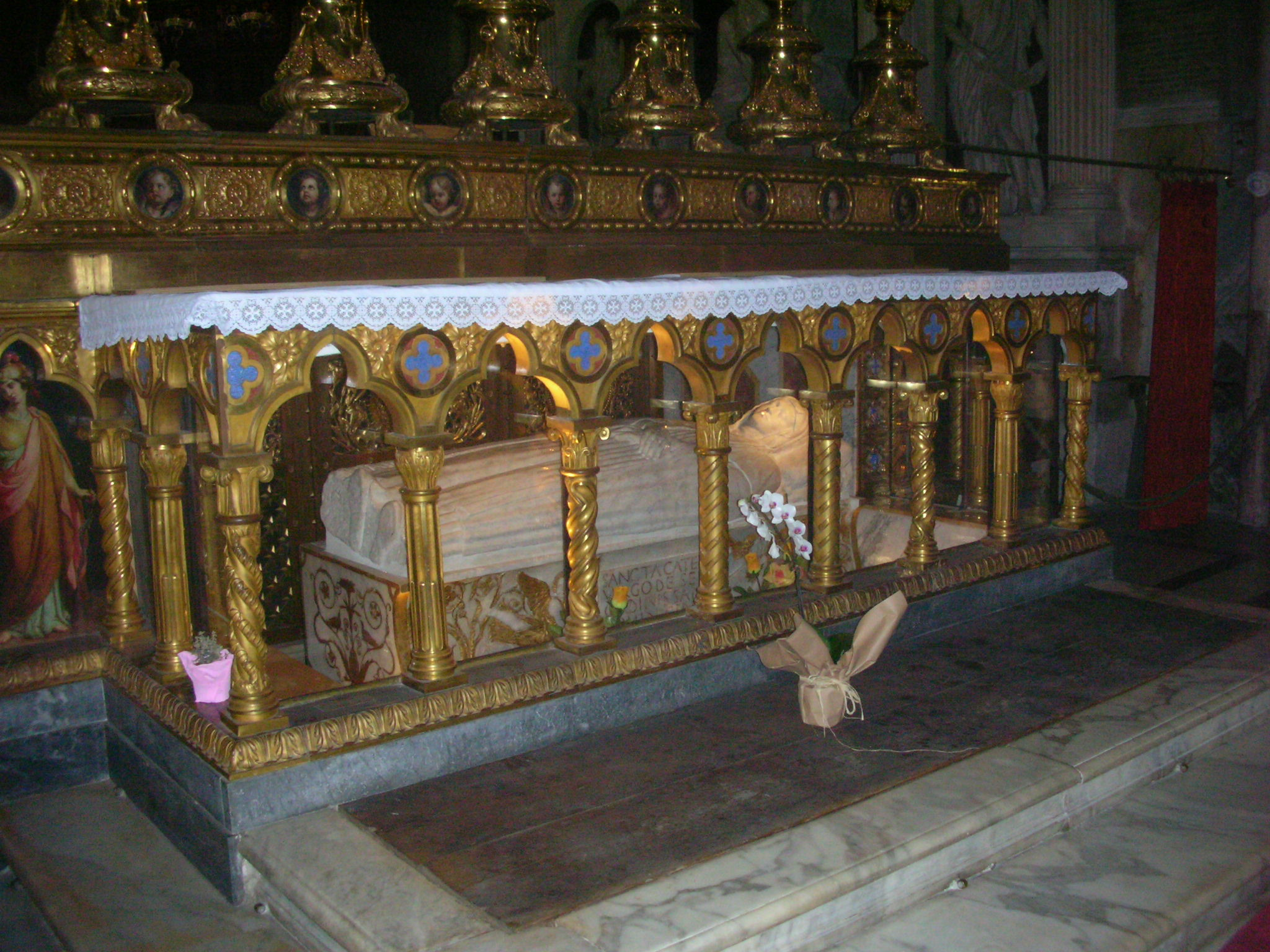
Heliga Katarinas av Siena grav.
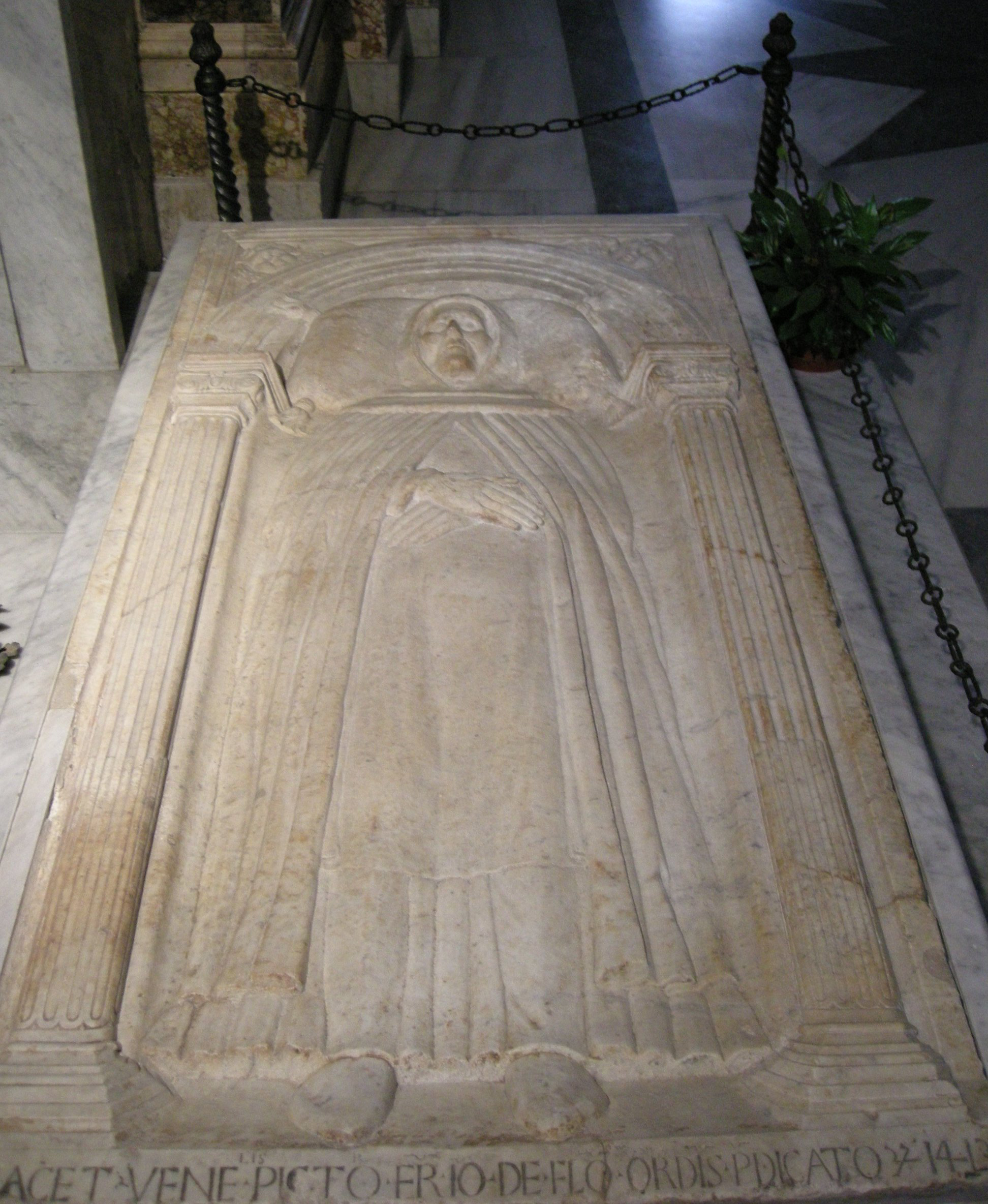
Salige Fra Angelicos grav.
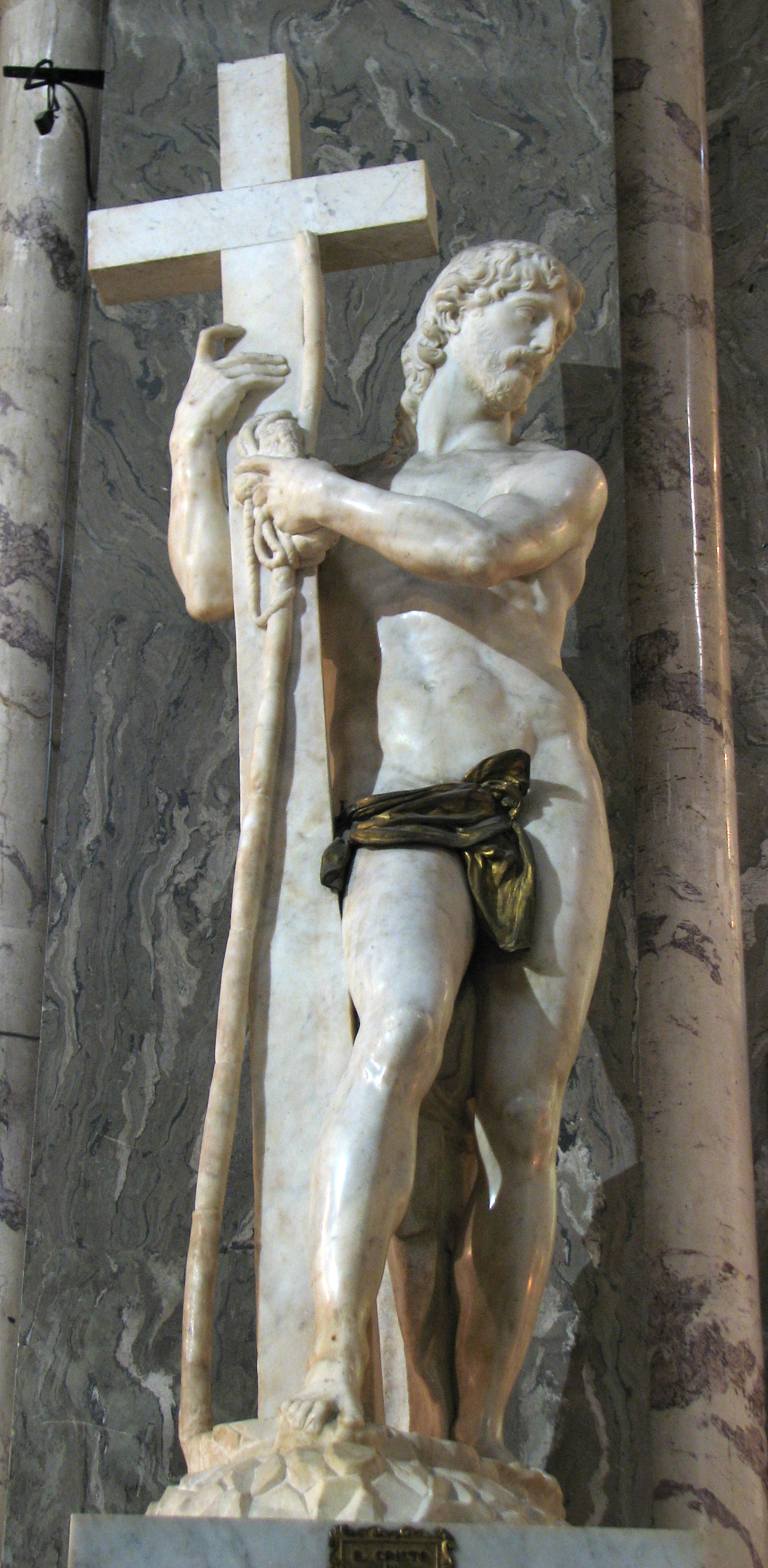
Den uppståndne Kristus av Michelangelo.
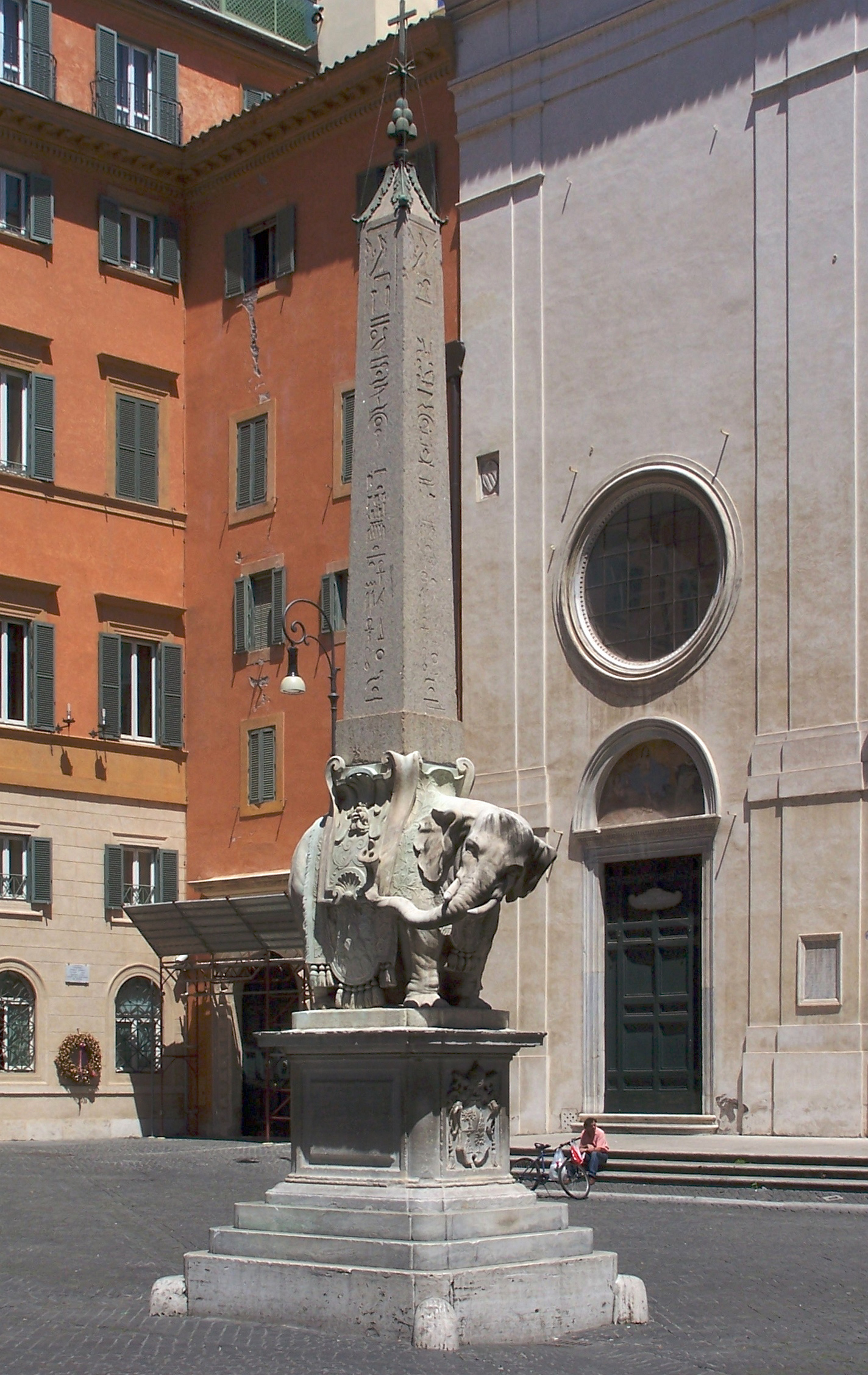
Elefanten med obelisken.